# Copa del Món de futbol sub-17 de 2007
La Copa del Món de futbol sub-17 de 2007 va ser la XIIa edició de la Copa del Món de futbol sub-17 organitzada per la FIFA. Aquesta versió del torneig es va disputar a Corea del Sud, entre el 18 d'agost i el 9 de setembre del 2007; fou la segona oportunitat en què Corea va organitzar una copa mundial d'aquest esport després de compartir els honors amb el Japó per la Copa Mundial de Futbol del 2002.
El campionat, que es va iniciar el 18 d'agost, estava compost per dues fases: a la primera, es formaren 6 grups de 4 equips cadascun, passant a la següent ronda els dos millors de cada grup i els quatre millors tercers. Els 16 equips classificats s'enfrontaren en partits eliminatoris fins que els dos finalistes juguin el partit decisiu a l'Estadi Mundialista de Seül, el 9 de setembre.
En aquest torneig, per primera vegada hi participaren 24 equips compostos únicament per jugadors nascuts després de l'1 de gener del 1990.

## Seus
Pel torneig es van habilitar 8 estadis en tot el país. Tot i l'àmplia infraestructura esportiva heretada de la Copa Mundial de Futbol del 2002, només les seus de Seogwipo i la capital Seül van utilitzar aquests estadis; els altres recintes corresponien a locals de menor envergadura.
| Ciutat    | Estadi                            | Capacitat |
| --------- | --------------------------------- | --------- |
| Changwon  | Estadi Principal de Changwon      | 37.000    |
| Cheonan   | Poliesportiu de Cheonan           | 21.000    |
| Goyang    | Estadi de Goyang                  | 41.311    |
| Gwangyang | Estadi de Futbol de Gwangyang     | 14.284    |
| Seogwipo  | Estadi de la Copa del Món de Jeju | 42.256    |
| Seül      | Estadi Sangam de Seül             | 68.476    |
| Suwon     | Estadi Big Bird                   | 32.000    |
| Ulsan     | Estadi Munsu                      | 19.050    |

## Equips participants
Per primera vegada a la seva història, en el torneig hi van participar 24 equips, en ser ampliat el nombre anterior de participants que era de 16 països. A més de l'amfitrió Corea del Sud, 23 equips es van classificar per a la fase final del torneig a través dels tornejos realitzats per cada una de les sis confederacions.
- Quatre equips asiàtics es van classificar en el Campionat Sub-17 de la AFC 2006, realitzat a Singapur, entre el 3 i el 16 de setembre del 2006.
- Quatre equips africans es van classificar en el Campionat Sub-17 Africà 2007, realitzat a Togo, entre el 10 i el 24 de març del 2007.
- Cinc equips nord-americans es van classificar en el Torneig Sub-17 de la CONCACAF 2007, realitzat en dos grups. Dos provinents del grupo disputat a Hondures entre el 4 i el 8 d'abril del 2007, i tres del segon disputat a Jamaica, entre el 18 i el 26 del 2007.
- Quatre equips sud-americans es van classificar en el Campionat Sud-americà Sub-17 del 2007 disputat a l'Equador, entre el 4 i el 25 de març del 2007
- Un representant d'Oceania, corresponent al campió del Torneig de Classificació Sub-17 OFC del 2007 realitzat a la Polinèsia Francesa, entre el 22 i el 31 de març del 2007.
- Cinc representants europeus es van classificar en el Campionat Europeu de la UEFA Sub-17 2007 disputat a Bèlgica, entre el 2 i el 13 de maig del 2007.

| Alemanya       | Corea del Sud | Haití        | Perú              |
| Argentina      | Costa Rica    | Hondures     | Síria             |
| Bèlgica        | Espanya       | Anglaterra   | Tadjikistan       |
| Brasil         | Estats Units  | Japó         | Togo              |
| Colòmbia       | França        | Nigèria      | Trinitat i Tobago |
| Corea del Nord | Ghana         | Nova Zelanda | Tunísia           |

## Resultats
Els horaris corresponen a l'hora de Seül (UTC+9)

### Primera fase

#### Grup A
| Equip         | Pts | PJ | PG | PE | PP | GF | GC | Dif |
| ------------- | --- | -- | -- | -- | -- | -- | -- | --- |
| Perú          | 7   | 3  | 2  | 1  | 0  | 2  | 0  | +2  |
| Costa Rica    | 4   | 3  | 1  | 1  | 1  | 3  | 2  | +1  |
| Corea del Sud | 3   | 3  | 1  | 0  | 2  | 2  | 4  | -2  |
| Togo          | 2   | 3  | 0  | 2  | 3  | 2  | 3  | -1  |

| Costa Rica   | 1-1 | Togo     |
| ------------ | --- | -------- |
| Martínez 81' |     | Mani 39' |

 Estadi Big Bird, Suwon
Àrbitre: Salvio Fagundes Filho (Brasil)
Assistència: 7.256        
| Corea del Sud | 0-1 | Perú        |
| ------------- | --- | ----------- |
|               |     | Bazalar 29' |

 Estadi Big Bird, Suwon
Àrbitre: Iván Bebek (Croàcia)
Assistència: 27.112        
| Togo | 0-0 | Perú |
| ---- | --- | ---- |
|      |     |      |

 Estadi Big Bird, Suwon
Àrbitre: Joel Aguilar (El Salvador)
Assistència: 1.300        
| Costa Rica            | 2-0 | Corea del Sud |
| --------------------- | --- | ------------- |
| Urena 85' Peralta 91' |     |               |

 Estadi Big Bird, Suwon
Àrbitre: Grzegorz Gilewski (Polònia))
Assistència: 23.120        
| Corea del Sud      | 2-1 | Togo        |
| ------------------ | --- | ----------- |
| Seol 46'+ Yoon 80' |     | Atakora 20' |

 Estadi Munsu, Ulsan
Àrbitre: Bertrand Layec (França)
Assistència: 22.000        
| Costa Rica | 0-1 | Perú        |
| ---------- | --- | ----------- |
|            |     | Bazalar 88' |

 Estadi de la Copa del Món de Jeju, Seogwipo
Àrbitre: Eddy Maillet (Seychelles)
Assistència: 510        

#### Grup B
| Equip          | Pts | PJ | PG | PE | PP | GF | GC | Dif |
| -------------- | --- | -- | -- | -- | -- | -- | -- | --- |
| Anglaterra     | 7   | 3  | 2  | 1  | 0  | 8  | 2  | +6  |
| Brasil         | 6   | 3  | 2  | 0  | 1  | 14 | 3  | +11 |
| Corea del Nord | 4   | 3  | 1  | 1  | 1  | 3  | 7  | -4  |
| Nova Zelanda   | 0   | 3  | 0  | 0  | 3  | 0  | 13 | -13 |

| Corea del Nord | 1-1 | Anglaterra |
| -------------- | --- | ---------- |
| Rim 89'        |     | Moses 62'  |

 Estadi de la Copa del Món de Jeju, Seogwipo
Àrbitre: Eddy Maillet (Seychelles)
Assistència: 12.600        
| Brasil                                                                        | 7-0 | Nova Zelanda |
| ----------------------------------------------------------------------------- | --- | ------------ |
| Fabinho 1' Lazaro 6' Giuliano 33' Fabio 50' Alex 54' Lulinha 60' p Junior 87' |     |              |

 Estadi de la Copa del Món de Jeju, Seogwipo
Àrbitre: Grzegorz Gilewski (Polònia)
Assistència: 8.500        
| Nova Zelanda | 0-5 | Anglaterra                                 |
| ------------ | --- | ------------------------------------------ |
|              |     | Welbeck 3', 27' Moses 7', 30' Chambers 88' |

 Estadi de la Copa del Món de Jeju, Seogwipo
Àrbitre: Bertrand Layec (França)
Assistència: 2.500        
| Brasil                                                 | 6-1 | Corea del Nord |
| ------------------------------------------------------ | --- | -------------- |
| Fabio 4', 8' Alex 6' Maicon 22' Giuliano 47' Choco 90' |     | An 24'         |

 Estadi de la Copa del Món de Jeju, Seogwipo
Àrbitre: Ravshan Irmatov (Uzbekistan)
Assistència: 13.500        
| Corea del Nord | 1-0 | Nova Zelanda |
| -------------- | --- | ------------ |
| Rim 81'        |     |              |

 Estadi Munsu, Ulsan
Àrbitre: Olegario Benquerença (Portugal)
Assistència: 6.000        
| Anglaterra                   | 2-1 | Brasil    |
| ---------------------------- | --- | --------- |
| Landsbury 49'+ p Spence 92'+ |     | Tales 19' |

 Estadi de Goyang, Goyang
Àrbitre: Ivan Bebek (Croàcia)
Assistència: 9.600        

#### Grup C
| Equip     | Pts | PJ | PG | PE | PP | GF | GC | Dif |
| --------- | --- | -- | -- | -- | -- | -- | -- | --- |
| Espanya   | 7   | 3  | 2  | 1  | 0  | 7  | 4  | +3  |
| Argentina | 5   | 3  | 1  | 2  | 0  | 5  | 2  | +3  |
| Síria     | 4   | 3  | 1  | 1  | 1  | 3  | 2  | +1  |
| Hondures  | 0   | 3  | 0  | 0  | 3  | 3  | 10 | -7  |

| Hondures               | 2-4 | Espanya                      |
| ---------------------- | --- | ---------------------------- |
| Martínez 20' Rojas 72' |     | Bojan 2', 71' Jordi 56', 81' |

 Estadi Munsu, Ulsan
Àrbitre: Matthew Breeze (Australia)
Assistència: 4.800        
| Argentina | 0-0 | Síria |
| --------- | --- | ----- |
|           |     |       |

 Estadi Munsu, Ulsan
Àrbitre: Bertrand Layec (França)
Assistència: 8.100        
| Síria          | 1-2 | Espanya                 |
| -------------- | --- | ----------------------- |
| Solaiman 70' p |     | Mérida 56' Aquino 90'+1 |

 Estadi Munsu, Ulsan
Àrbitre: Craig Thomson (Escòcia)
Assistència: ¿?        
| Argentina                               | 4-1 | Hondures      |
| --------------------------------------- | --- | ------------- |
| Meza 45'+1 Mazzola 64', 87' Machuca 71' |     | Leveron 35' p |

 Estadi Munsu, Ulsan
Àrbitre: Yuichi Nishimura (Japó)
Assistència: 3.000        
| Hondures | 0-2 | Síria                    |
| -------- | --- | ------------------------ |
|          |     | Al Taiar 22' Alsalih 80' |

 Estadi de la Copa del Món de Jeju, Seogwipo
Àrbitre: ¿?
Assistència: ¿?        
| Espanya    | 1-1 | Argentina   |
| ---------- | --- | ----------- |
| Aquino 68' |     | Benítez 32' |

 Estadi de Futbol de Gwangyang, Gwangyang
Àrbitre: Ravshan Irmatov (Uzbekistan)
Assistència: 5.500        

#### Grup D
| Equip   | Pts | PJ | PG | PE | PP | GF | GC | Dif |
| ------- | --- | -- | -- | -- | -- | -- | -- | --- |
| Nigèria | 9   | 3  | 3  | 0  | 0  | 9  | 2  | +7  |
| França  | 4   | 3  | 1  | 1  | 1  | 4  | 4  | 0   |
| Japó    | 3   | 3  | 1  | 0  | 2  | 5  | 6  | -2  |
| Haití   | 1   | 3  | 0  | 1  | 2  | 3  | 8  | -5  |

| Nigèria                    | 2-1 | França     |
| -------------------------- | --- | ---------- |
| Chrisantus 15' Ibrahim 64' |     | Saivet 51' |

 Estadi de Futbol de Gwangyang, Gwangyang
Àrbitre: Craig Thomson (Escòcia)
Assistència: 8.500        
| Japó                                | 3-1 | Haití              |
| ----------------------------------- | --- | ------------------ |
| Okamoto 42' Kawano 80' Kakitani 84' |     | Guemsly Junior 71' |

 Estadi de Futbol de Gwangyang, Gwangyang
Àrbitre: Rakesh Varman (Fidji)
Assistència: 8.500        
| Haití             | 1-1 | França        |
| ----------------- | --- | ------------- |
| Desrivieres 21' p |     | Le Tallec 13' |

 Estadi de Futbol de Gwangyang, Gwangyang
Àrbitre: Eddy Maillet (Seychelles)
Assistència: ¿?        
| Japó | 0-3 | Nigèria                       |
| ---- | --- | ----------------------------- |
|      |     | Oseni 21' Chrisantus 31', 82' |

 Estadi de Futbol de Gwangyang, Gwangyang
Àrbitre: Ivan Bebek (Croàcia)
Assistència: 4.500        
| Nigèria                        | 4-1 | Haití      |
| ------------------------------ | --- | ---------- |
| Chrisantus 5', 60' Isa 39',41' |     | Joseph 57' |

 Estadi de la Copa del Món de Jeju, Seogwipo
Àrbitre: Matthew Breeze(Austràlia)
Assistència: 520        
| Japó         | 1-2 | França                  |
| ------------ | --- | ----------------------- |
| Kakitani 45' |     | Mehamha 68' Riviere 70' |

 Estadio de Goyang, Goyang
Àrbitre: Grzegorz Gilewski (Polònia)
Assistència: 11.054        

#### Grup E
| Equip        | Pts | PJ | PG | PE | PP | GF | GC | Dif |
| ------------ | --- | -- | -- | -- | -- | -- | -- | --- |
| Tunísia      | 9   | 3  | 3  | 0  | 0  | 8  | 3  | +5  |
| Estats Units | 3   | 3  | 1  | 0  | 2  | 6  | 7  | -1  |
| Tadjikistan  | 3   | 3  | 1  | 0  | 2  | 4  | 5  | -1  |
| Bèlgica      | 3   | 3  | 1  | 0  | 2  | 3  | 6  | -3  |

| Bèlgica            | 2-4 | Tunísia                                  |
| ------------------ | --- | ---------------------------------------- |
| Depauw 27' Kis 36' |     | Boughanmi 20' Ayari 24' Msakni 42', 79 p |

 Estadio Principal de Changwon, Changwon
Àrbitre: Yuichi Nishimura (Japó)
Assistència: 8.230        
| Tadjikistan                                            | 4-3 | Estats Units                   |
| ------------------------------------------------------ | --- | ------------------------------ |
| Vasiev 32' Shohzukhurov 43' Davronov 82' Fatkuloev 86' |     | Bates 9' Garza 48' Schuler 53' |

 Estadio Principal de Changwon, Changwon
Àrbitre: Koman Coulibaly (Mali)
Assistència: 4.570        
| Estats Units  | 1-3 | Tunísia                          |
| ------------- | --- | -------------------------------- |
| Jeffrey 90' p |     | Hadhria 8' p, 46'+ (p) Dkhil 94' |

 Estadio Principal de Changwon, Changwon
Àrbitre: Hernando Buitrago (Colòmbia)
Assistència: 3.115        
| Tadjikistan | 0-1 | Bèlgica     |
| ----------- | --- | ----------- |
|             |     | Benteke 92' |

 Estadio Principal de Changwon, Changwon
Àrbitre: Rakesh Varman (Fiyi)
Assistència: 1.400        
| Bèlgica | 0-2 | Estats Units       |
| ------- | --- | ------------------ |
|         |     | Urso 63' Bates 71' |

 Poliesportiu de Cheonan, Cheonan
Àrbitre: Salvio Fagundes Filho (Brasil)
Assistència: 14.927        
| Tunísia    | 1-0 | Tadjikistan |
| ---------- | --- | ----------- |
| Msakni 83' |     |             |

 Estadi Big Bird, Suwon
Àrbitre: Joel Aguilar (El Salvador)
Assistència: 1.235        

#### Grup F
| Equip             | Pts | PJ | PG | PE | PP | GF | GC | Dif |
| ----------------- | --- | -- | -- | -- | -- | -- | -- | --- |
| Alemanya          | 7   | 3  | 2  | 1  | 0  | 11 | 5  | +6  |
| Ghana             | 6   | 3  | 2  | 0  | 1  | 8  | 5  | +3  |
| Colòmbia          | 4   | 3  | 1  | 1  | 1  | 9  | 5  | +4  |
| Trinitat i Tobago | 0   | 3  | 0  | 0  | 3  | 1  | 14 | -13 |

| Colòmbia                      | 3-3 | Alemanya                         |
| ----------------------------- | --- | -------------------------------- |
| Julio 14' Nazarith 66' p, 88' |     | Dowidat 34', 49' Sukuta-Pasu 39' |

 Poliesportiu de Cheonan, Cheonan
Àrbitre: Olegario Benquerença (Portugal)
Assistència: 7.741        
| Trinitat i Tobago | 1-4 | Ghana                               |
| ----------------- | --- | ----------------------------------- |
| Campbell 80'      |     | Osei 12', 44' Adams 45' Bossman 85' |

 Poliesportiu de Cheonan, Cheonan
Àrbitre: Salvio Fagundes Filho (Brasil)
Assistència: 11.521        
| Ghana              | 2-3 | Alemanya                  |
| ------------------ | --- | ------------------------- |
| Osei 52' Adams 53' |     | Bigalke 5' Kroos 12', 27' |

 Poliesportiu de Cheonan, Cheonan
Àrbitre: Joel Aguilar (El Salvador)
Assistència: 7.516        
| Trinitat i Tobago | 0-5 | Colòmbia                                          |
| ----------------- | --- | ------------------------------------------------- |
|                   |     | Mosquera 22', 63' Trellez 60' Pardo 68' Serna 72' |

 Poliesportiu de Cheonan, Cheonan
Àrbitre: Koman Coulibaly (Mali)
Assistència: 13.537        
| Colòmbia     | 1-2 | Ghana               |
| ------------ | --- | ------------------- |
| Nazarith 60' |     | Osei 32' Yartey 84' |

 Estadi Munsu, Ulsan
Àrbitre: Craig Thomson (Escòcia)
Assistència: 8.500        
| Alemanya                                            | 5-0 | Trinitat i Tobago |
| --------------------------------------------------- | --- | ----------------- |
| Broghammer 5' Esswein 31', 37' Funk 39' Wolze 90'+3 |     |                   |

 Estadi Principal de Changwon, Changwon
Àrbitre: Yuichi Nishimura (Japó)
Assistència: 4.320        

### Segona fase
|  | Vuitens de final       | Vuitens de final         |                          |       | Quarts de final | Quarts de final |                      |                      | Semifinals | Semifinals |  |  | Final | Final |
|  |                        |                          |                          |       |                 |                 |                      |                      |            |            |  |  |       |       |
|  | 29 d'agost - Ulsan     |                          |                          |       |                 |                 |                      |                      |            |            |  |  |       |       |
|  |                        |                          |                          |       |                 |                 |                      |                      |            |            |  |  |       |       |
|  | Espanya                | 3                        |                          |       |                 |                 |                      |                      |            |            |  |  |       |       |
|  | Espanya                | 3                        | 1 de setembre - Seogwipo |       |                 |                 |                      |                      |            |            |  |  |       |       |
|  | Corea del Nord         | 0                        |                          |       |                 |                 |                      |                      |            |            |  |  |       |       |
|  | Corea del Nord         | 0                        | Espanya                  | 1 (5) |                 |                 |                      |                      |            |            |  |  |       |       |
|  | 29 d'agost - Chagwon   |                          | Espanya                  | 1 (5) |                 |                 |                      |                      |            |            |  |  |       |       |
|  |                        | França                   | 1 (4)                    |       |                 |                 |                      |                      |            |            |  |  |       |       |
|  | Tunísia                | França                   | 1 (4)                    | 2     |                 |                 |                      |                      |            |            |  |  |       |       |
|  | Tunísia                |                          | 5 de setembre - Ulsan    | 2     |                 |                 |                      |                      |            |            |  |  |       |       |
|  | França                 | 1                        |                          |       |                 |                 |                      |                      |            |            |  |  |       |       |
|  | França                 | 1                        | Espanya                  | 2     |                 |                 |                      |                      |            |            |  |  |       |       |
|  | 29 d'agost - Suwon     |                          | Espanya                  | 2     |                 |                 |                      |                      |            |            |  |  |       |       |
|  |                        | Ghana                    | 1                        |       |                 |                 |                      |                      |            |            |  |  |       |       |
|  | Perú                   | Ghana                    | 1                        | 1 (5) |                 |                 |                      |                      |            |            |  |  |       |       |
|  | Perú                   | 1 de setembre - Changwon |                          | 1 (5) |                 |                 |                      |                      |            |            |  |  |       |       |
|  | Tadjikistan            | 1 (4)                    |                          |       |                 |                 |                      |                      |            |            |  |  |       |       |
|  | Tadjikistan            | 1 (4)                    | Perú                     | 0     |                 |                 |                      |                      |            |            |  |  |       |       |
|  | 29 d'agost - Gwangyang |                          | Perú                     | 0     |                 |                 |                      |                      |            |            |  |  |       |       |
|  |                        | Ghana                    | 2                        |       |                 |                 |                      |                      |            |            |  |  |       |       |
|  | Ghana                  | Ghana                    | 2                        | 1     |                 |                 |                      |                      |            |            |  |  |       |       |
|  | Ghana                  |                          | 9 de setembre - Seül     | 1     |                 |                 |                      |                      |            |            |  |  |       |       |
|  | Brasil                 | 0                        |                          |       |                 |                 |                      |                      |            |            |  |  |       |       |
|  | Brasil                 | 0                        | Espanya                  | 0 (0) |                 |                 |                      |                      |            |            |  |  |       |       |
|  | 30 d'agost - Goyang    |                          | Espanya                  | 0 (0) |                 |                 |                      |                      |            |            |  |  |       |       |
|  |                        | Nigèria                  | 0 (3)                    |       |                 |                 |                      |                      |            |            |  |  |       |       |
|  | Argentina              | Nigèria                  | 0 (3)                    | 2     |                 |                 |                      |                      |            |            |  |  |       |       |
|  | Argentina              | 2 de setembre - Cheonan  |                          | 2     |                 |                 |                      |                      |            |            |  |  |       |       |
|  | Costa Rica             | 0                        |                          |       |                 |                 |                      |                      |            |            |  |  |       |       |
|  | Costa Rica             | 0                        | Argentina                | 0     |                 |                 |                      |                      |            |            |  |  |       |       |
|  | 30 d'agost - Gwangyang |                          | Argentina                | 0     |                 |                 |                      |                      |            |            |  |  |       |       |
|  |                        | Nigèria                  | 2                        |       |                 |                 |                      |                      |            |            |  |  |       |       |
|  | Nigèria                | Nigèria                  | 2                        | 2     |                 |                 |                      |                      |            |            |  |  |       |       |
|  | Nigèria                |                          | 6 de setembre - Suwon    | 2     |                 |                 |                      |                      |            |            |  |  |       |       |
|  | Colòmbia               | 1                        |                          |       |                 |                 |                      |                      |            |            |  |  |       |       |
|  | Colòmbia               | 1                        | Nigèria                  | 3     |                 |                 |                      |                      |            |            |  |  |       |       |
|  | 30 d'agost - Seogwipo  |                          | Nigèria                  | 3     |                 |                 |                      |                      |            |            |  |  |       |       |
|  |                        | Alemanya                 | 1                        |       | Tercer lloc     | Tercer lloc     |                      |                      |            |            |  |  |       |       |
|  | Anglaterra             | Alemanya                 | 1                        | 3     | Tercer lloc     | Tercer lloc     |                      |                      |            |            |  |  |       |       |
|  | Anglaterra             | 2 de setembre - Goyang   | 2 de setembre - Goyang   | 3     |                 |                 | 9 de setembre - Seül | 9 de setembre - Seül |            |            |  |  |       |       |
|  | Síria                  | 2 de setembre - Goyang   | 2 de setembre - Goyang   | 1     |                 |                 | 9 de setembre - Seül | 9 de setembre - Seül |            |            |  |  |       |       |
|  | Síria                  | Anglaterra               | 1                        | 1     | Ghana           | 1               |                      |                      |            |            |  |  |       |       |
|  | 30 d'agost - Cheonan   | Anglaterra               | 1                        |       | Ghana           | 1               |                      |                      |            |            |  |  |       |       |
|  |                        | Alemanya                 | 4                        |       | Alemanya        | 2               |                      |                      |            |            |  |  |       |       |
|  | Alemanya               | Alemanya                 | 4                        | 2     | Alemanya        | 2               |                      |                      |            |            |  |  |       |       |
|  | Alemanya               |                          |                          | 2     |                 |                 |                      |                      |            |            |  |  |       |       |
|  | Estats Units           | 1                        |                          |       |                 |                 |                      |                      |            |            |  |  |       |       |
|  | Estats Units           | 1                        |                          |       |                 |                 |                      |                      |            |            |  |  |       |       |

#### Vuitens de final
| Espanya                 | 3-0 | Corea del Nord |
| ----------------------- | --- | -------------- |
| Bojan 35', 61' Iago 75' |     |                |

 Estadi Munsu, Ulsan
Àrbitre: Salvio Fagundes Filho (Brasil)
Assistència: 8.500        
| Tunísia     | 1-3 | França                         |
| ----------- | --- | ------------------------------ |
| Hadhria 49' |     | Saivet 43' Le Tallec 99', 105' |

 Estadi Principal de Changwon, Changwon
Àrbitre: Ravshan Irmatov (Uzbekistan)
Assistència: 2.150        
| Perú      | 1-1 (5-4) | Tadjikistan  |
| --------- | --------- | ------------ |
| Manco 13' |           | Davronov 15' |

 Estadi Big Bird, Suwon
Àrbitre: Matthew Breeze (Austràlia)
Assistència: 1.150        
| Ghana      | 1-0 | Brasil |
| ---------- | --- | ------ |
| Donkor 51' |     |        |

 Estadi de Futbol de Gwangyang, Gwangyang
Àrbitre: Grzegorz Gilewski (Polònia)
Assistència: 5.500        
| Argentina      | 2-0 | Costa Rica |
| -------------- | --- | ---------- |
| Sauro 25', 41' |     |            |

 Estadi de Goyang, Goyang
Àrbitre: Olegario Benquerença (Portugal)
Assistència: 5.698        
| Nigèria          | 2-1 | Colòmbia    |
| ---------------- | --- | ----------- |
| Isa 78' Alfa 83' |     | Trellez 62' |

 Estadi de Futbol de Gwangyang, Gwangyang
Àrbitre: Ivan Bebek (Croàcia)
Assistència: 4.500        
| Anglaterra                            | 3-1 | Síria     |
| ------------------------------------- | --- | --------- |
| Lansbury 17' p Pearce 47'+ Murphy 62' |     | Ajouz 51' |

 Estadi de la Copa del Món de Jeju, Seogwipo
Àrbitre: Hernando Buitrago (Colòmbia)
Assistència: 1.650        
| Alemanya             | 2-1 | Estats Units |
| -------------------- | --- | ------------ |
| Sukuta-Pasu 65', 89' |     | Bates 92'    |

 Poliesportiu de Cheonan, Cheonan
Àrbitre: Craig Thomson (Escòcia)
Assistència: 15.069        

#### Quarts de final
| Espanya   | 1-1 (5-4) | França        |
| --------- | --------- | ------------- |
| Jordi 72' |           | Le Tallec 52' |

 Estadi de la Copa del Món de Jeju, Seogwipo
Àrbitre: Joel Aguilar (El Salvador)
Assistència: 2.310        
| Ghana               | 2-0 | Perú |
| ------------------- | --- | ---- |
| Adams 46'+ Osei 53' |     |      |

 Estadi Principal de Changwon, Changwon
Àrbitre: Yuichi Nishimura (Japó)
Assistència: 7.555        
| Argentina | 0-2 | Nigèria                        |
| --------- | --- | ------------------------------ |
|           |     | Haruna 33' (p) Chrisantus 47'+ |

 Poliesportiu de Cheonan, Cheonan
Àrbitre: Matthew Breeze (Nova Zelanda)
Assistència: 14.581        
| Anglaterra | 1-4 | Alemanya                                       |
| ---------- | --- | ---------------------------------------------- |
| Murphy 65' |     | Rudy 50' Sukuta-Pasu 56' Dowidat 74' Kroos 87' |

 Estadi de Goyang, Goyang
Àrbitre: Salvio Fagundes Filho (Brasil)
Assistència: 12.560        

#### Semifinals
| Espanya               | 2-1 | Ghana     |
| --------------------- | --- | --------- |
| Aquino 67' Bojan 116' |     | Adams 80' |

 Estadi Munsu, Ulsan
Àrbitre: Salvio Fagundes Filho (Brasil)
Assistència: 9.700        
| Nigèria                              | 3-1 | Alemanya  |
| ------------------------------------ | --- | --------- |
| Chrisantus 10' Alfa 18' Akinsola 94' |     | Kroos 33' |

 Estadi Big Bird, Suwon
Àrbitre: Joel Aguilar (El Salvador)
Assistència: 3.472        

#### Tercer lloc
| Ghana    | 1-2 | Alemanya              |
| -------- | --- | --------------------- |
| Osei 67' |     | Kroos 17' Esswein 92' |

 Estadi Sangam de Seül, Seül
Àrbitre: Olegario Benquerença (Portugal)
Assistència: 22.345        

#### Final
| Espanya | 0-0 (0-3) | Nigèria |
| ------- | --------- | ------- |
|         |           |         |

 Estadi Sangam de Seül, Seül
Àrbitre: Yuichi Nishimura (Japó)
Assistència: 36.125        

## Golejadors
| Jugador                | Selecció     | Gols |
| ---------------------- | ------------ | ---- |
| Macauley Chrisantus    | Nigèria      | 7    |
| Ransford Osei          | Ghana        | 6    |
| Bojan Krkić            | Espanya      | 5    |
| Toni Kroos             | Alemanya     | 5    |
| Saddick Adams          | Ghana        | 4    |
| Damien Le Tallec       | França       | 4    |
| Daniel Aquino          | Espanya      | 4    |
| Mykell Bates           | Estats Units | 3    |
| Nour Hadhria           | Tunísia      | 3    |
| Sheriff Isa            | Nigèria      | 3    |
| Youseff Msakni         | Tunísia      | 3    |
| Victor Moses           | Anglaterra   | 3    |
| Cristian Nazarith      | Colòmbia     | 3    |
| Fabio Pereira da Silva | Brasil       | 3    |
| Jordi Pablo Ripollés   | Espanya      | 3    |
| Richard Sukuta-Pasu    | Alemanya     | 3    |